# Kupalo
Kupalo és un cràter sobre la superfície del planeta nan Ceres, situat amb el sistema de coordenades planetocèntriques a -37.85 ° de latitud nord i 175.28 ° de longitud est. Fa un diàmetre de 26 km. El nom va ser fet oficial per la UAI el quatre de desembre del 2015 i fa referència a Kupalo, déu de la vegetació i de la collita de la cultura russa.